# Marat Izmajlov
Marat Nailevič Izmajlov (in russo Марат Наилевич Измайлов?; Mosca, 21 settembre 1982) è un ex calciatore russo, di ruolo centrocampista.

## Caratteristiche tecniche
Nel 2001 è stato inserito nella lista dei migliori calciatori stilata da Don Balón.

## Carriera

### Club

#### Lokomotiv Mosca
Nato a Mosca da origini tatare del Volga, Izmajlov è emerso nelle giovanili della Lokomotiv Mosca, compiendo una progressione fulminea nel giro di sei mesi. Nonostante diversi infortuni, era già un membro molto importante della prima squadra quando la Lokomotiv ha vinto i titoli nazionali russi nel 2002 e nel 2004, tanto che il giocatore ha ricevuto il premio individuale come miglior giovane nel 2001.

#### Sporting Lisbona
Nel luglio 2007 viene prestato per una stagione allo Sporting Lisbona, facendo il suo esordio nella Supercoppa portoghese dell'11 agosto a Leiria contro il Porto. Il match termina 1-0 per i Leões e viene risolto proprio da un gol del russo dalla distanza. Il 6 ottobre 2007, partendo dalla panchina, marca due reti (le sue prime in Portogallo) nell'incontro vinto 3-0 all'Alvalade contro il Vitória Guimarães. A fine stagione risulta decisivo nel raggiungere il secondo posto in campionato e nella vittoria della Coppa del Portogallo, in finale sempre contro il Porto. In estate lo Sporting riscatta il giocatore pagando al Lokomotiv 4,5 milioni di euro.
Nel 2009-2010 va incontro a nuovi infortuni, soprattutto al ginocchio, che lo costringono a stare fuori dal campo tre mesi. Torna ad allenarsi nel novembre 2009, in seguito alle dimissioni di Paulo Bento, ma nei successivi tre anni le sue apparizioni sono sempre di meno a causa dei persistenti guai fisici. Ciò lo porta a criticare pubblicamente lo staff medico, reo di essere inadeguato, e la dirigenza del club che definisce "una dittatura".

#### Porto

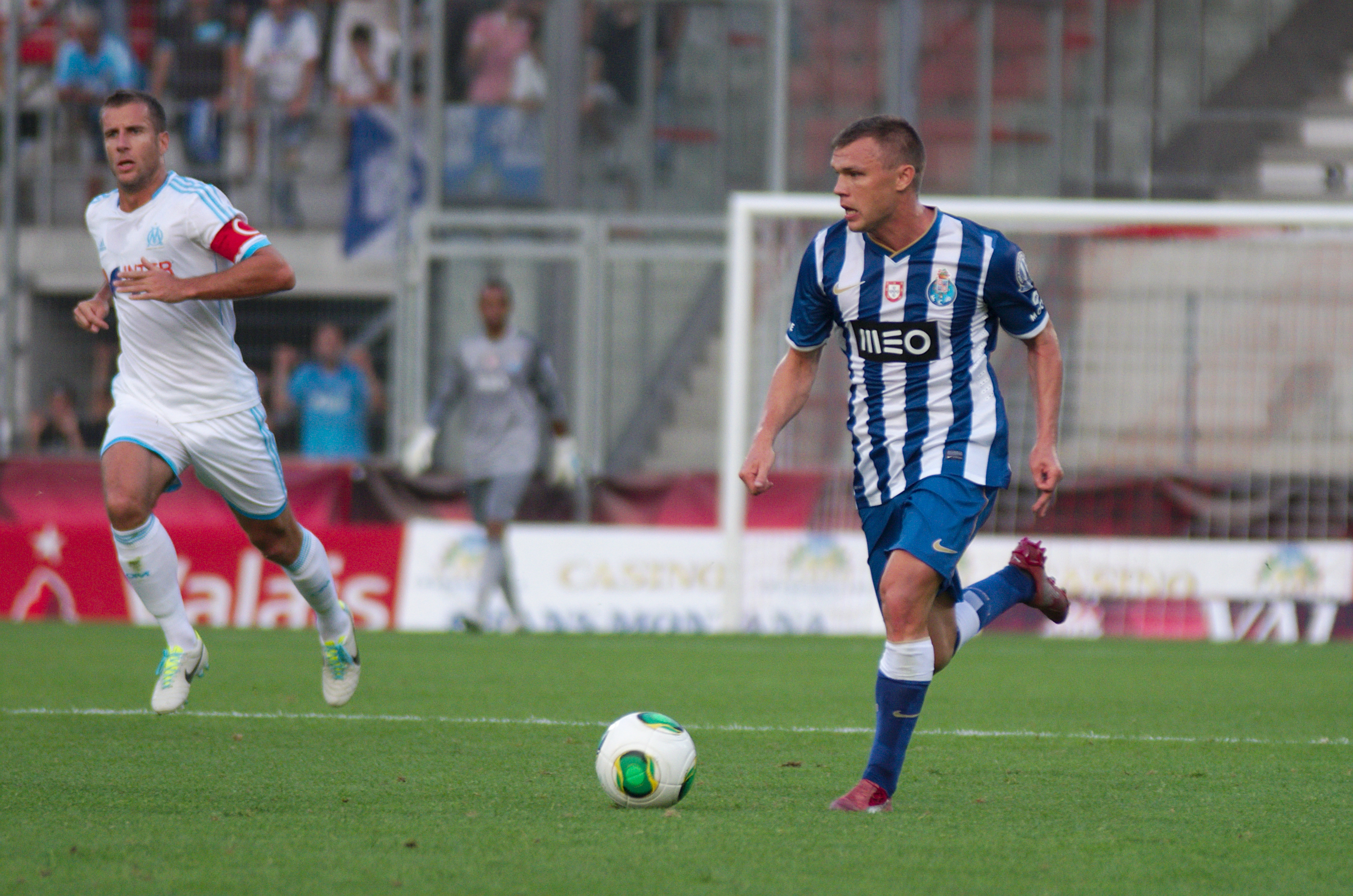
Izmajlov al Porto durante un'amichevole contro il Marsiglia nell'estate 2013

Il 7 gennaio 2013 sottoscrive un contratto da due anni e mezzo col Porto, in uno scambio che coinvolge Miguel Lopes. Segna il suo primo gol col nuovo club nella partita casalinga vinta per 2-0 contro il Paços Ferreira.
Il 31 gennaio 2014, dopo essere tornato per quattro mesi nel suo paesi per motivi familiari, passa in prestito agli azeri del Qəbələ, dove ritrova il suo allenatore ai tempi del Lokomotiv Jurij Sëmin.

#### Krasnodar
Il 16 luglio 2014 torna in patria, venendo ceduto in prestito al Krasnodar. Il 14 agosto segna la sua prima rete in Russia dopo sette anni nell'incontro casalingo vinto 4-0 contro lo Spartak Mosca. Scaduto il contratto col Porto, nel luglio 2015 rimane svincolato. Un anno dopo, il 20 luglio 2016, torna al Krasnodar, firmando un contratto annuale, con opzione per un'altra stagione.

#### Ararat Mosca
Il 9 giugno 2017 viene ingaggiato dall'Ararat Mosca, in terza serie russa, ritrovando i compagni di nazionale Roman Pavljučenko ed Aleksej Rebko. Il 26 settembre 2017 rescinde consensualmente il contratto coi moscoviti, concludendo di fatto la carriera a 35 anni.

### Nazionale
Il 15 agosto 2001 debutta a 18 anni con la nazionale maggiore russa in un'amichevole pareggiata 0-0 al Luzhniki contro la Grecia. L'anno successivo fa parte dei convocati per i mondiali 2002, mentre due anni dopo viene selezionato per gli Europei 2004 in Portogallo. Il 17 novembre 2004 segna la prima rete in nazionale contro l'Estonia (vittoria russa per 4-0), in un incontro di qualificazione ai Mondiali 2006. Si ripete l'8 ottobre 2005 nella vittoria per 5-1 contro il Lussemburgo.
Il 25 maggio 2012, dopo sei anni di assenza, viene convocato dal c.t. Dick Advocaat per gli Europei 2012.

## Palmarès

### Club

#### Competizioni nazionali
- Coppa di Russia: 1

Lokomotiv Mosca: 2000-2001
- Campionato russo: 2

Lokomotiv Mosca: 2002, 2004
- Supercoppa di Russia: 2

Lokomotiv Mosca: 2003, 2005
- Supercoppa di Portogallo: 2

Sporting Lisbona: 2007, 2008
- Coppa del Portogallo: 1

Sporting Lisbona: 2007-2008

#### Competizioni internazionali
- Coppa dei Campioni della CSI: 1

Lokomotiv Mosca: 2005

### Individuale
- Miglior giocatore della Supercoppa di Portogallo: 1

2007